# Hornschuchia polyantha
Hornschuchia polyantha är en kirimojaväxtart som beskrevs av Paulus Johannes Maria Maas. Hornschuchia polyantha ingår i släktet Hornschuchia och familjen kirimojaväxter. Inga underarter finns listade i Catalogue of Life.